# کلوتیر (ویرجینیای غربی)

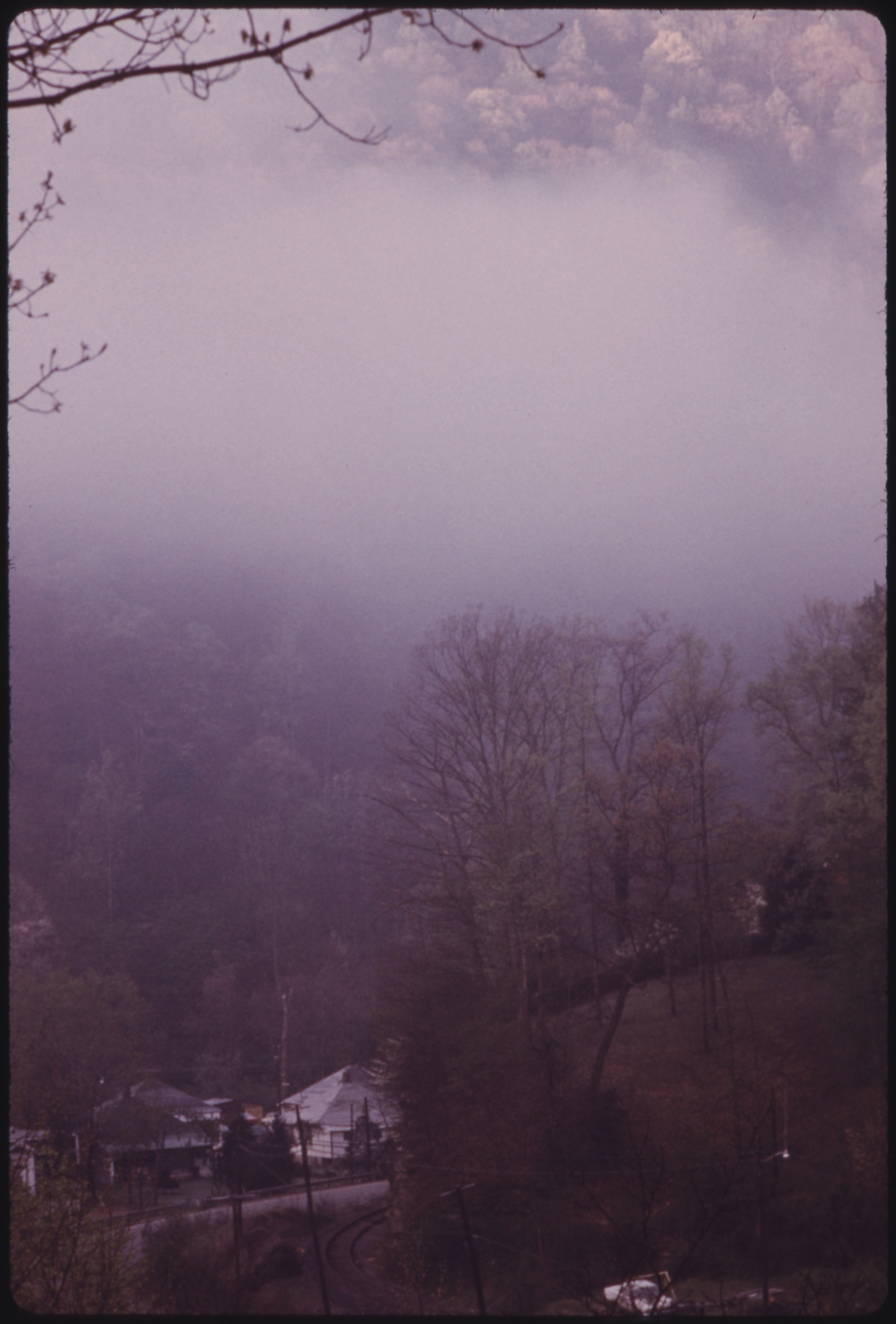
کلوتیر، ویرجینیای غربی

کلوتیر (به انگلیسی: Clothier) یک منطقهٔ مسکونی در ایالات متحده آمریکا است که در شهرستان بونی، ویرجینیای غربی واقع شده‌است. کلوتیر ۲۴۵٫۹۸ متر بالاتر از سطح دریا واقع شده‌است.